# Dima florinensis
Dima florinensis (лат.) — вид жуков-щелкунов (Elateridae) из подсемейства Dendrometrinae.

## Распространение
Встречается в Южной Европе: Греция (Varnous Mts., Mt. Verno, Flórina), Республика Македония (Baba Mts., Galičica Mts.).

## Описание
Взрослый жук имеет длину от 11 до 13 мм и ширину около 5 мм. Тело субовальной формы. Голова и переднеспинка длинными полуотстоящими волосками по бокам. Усики короткие. Основная окраска тела коричневая. Видовое название (florinensis) происходит от места обнаружения типовой серии (Flórina). Сходен с видом Dima macedonica Schimmel, 1993. Вид был впервые описан в 2012 году итальянским колеоптерологом Дж.Платиа (Giuseppe Platia), а его валидный статус подтверждён в ходе ревизии, проведённой в 2017 году энтомологами из Чехии (Josef Mertlik, Robin Kundrata) и Венгрии (Tamás Németh).